# Aspathines aeneus
Aspathines aeneus là một loài bọ cánh cứng thuộc họ Zopheridae. Loài này được Thomson miêu tả khoa học năm 1860.